# Finlands nationalopera och -balett

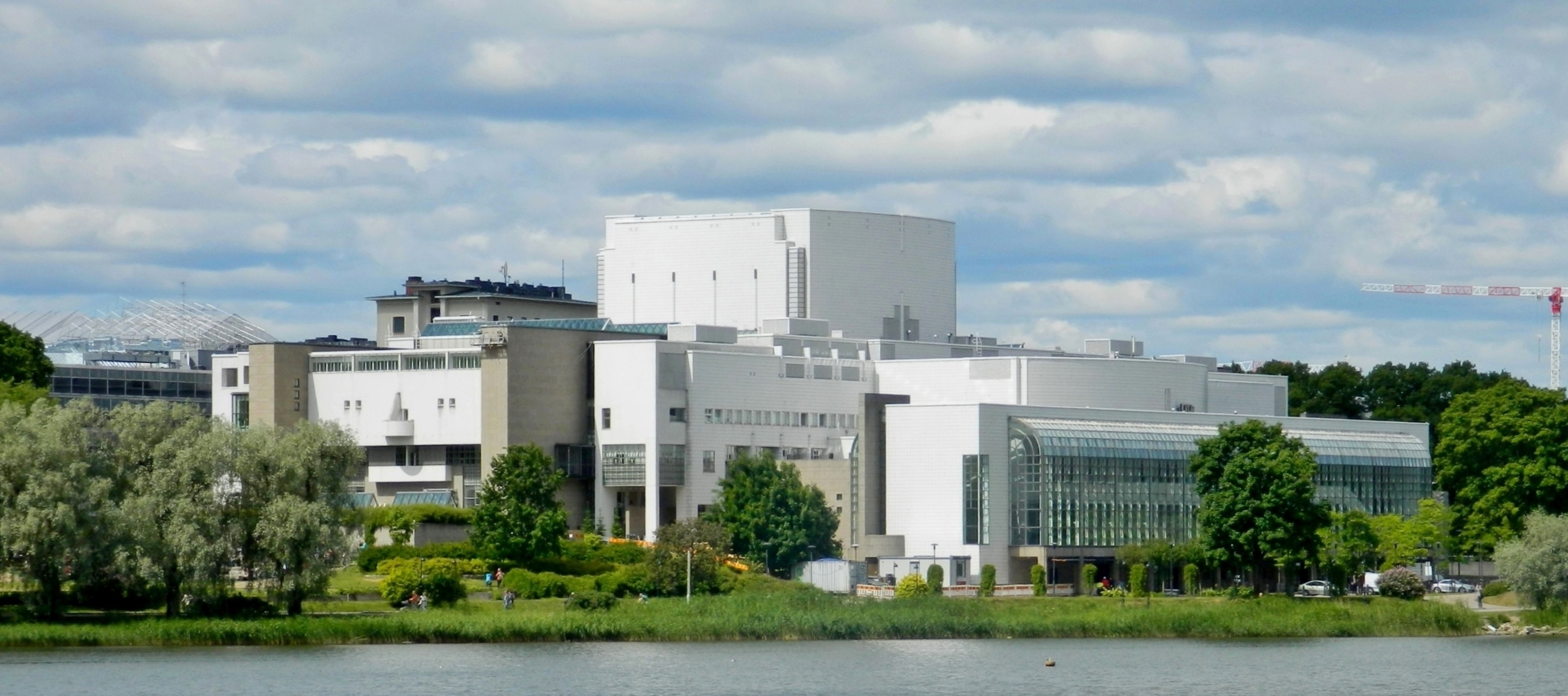
Finlands nationalopera sedd från Tölöviksidan

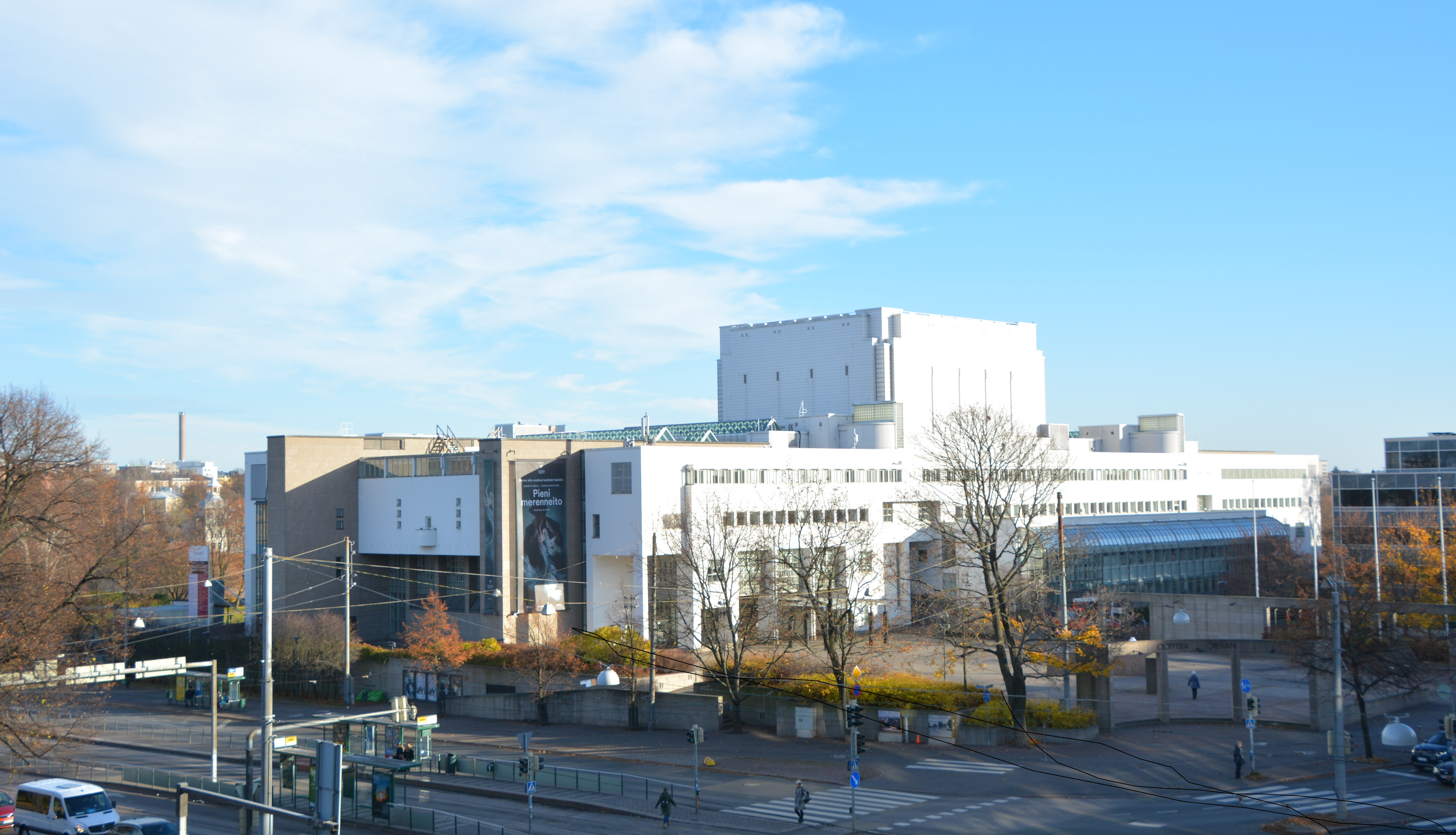
Finlands nationalopera sedd från Mannerheimvägen

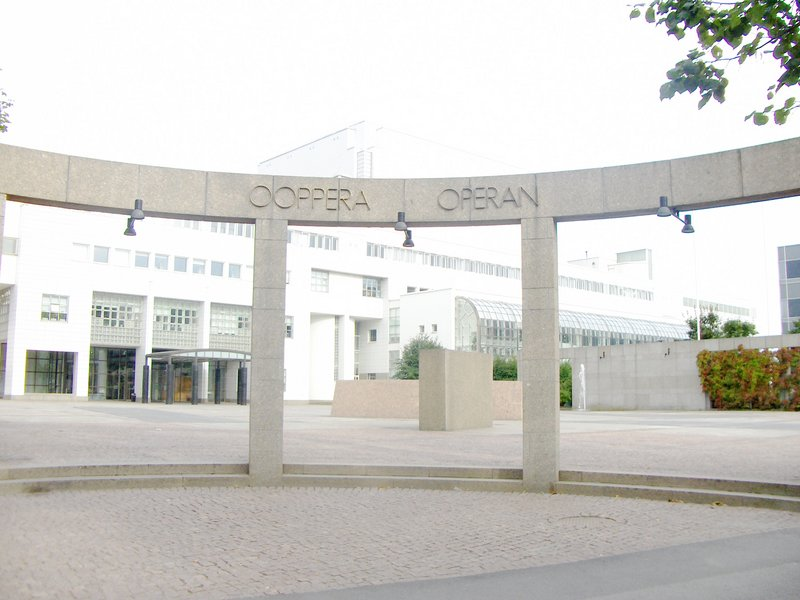
Entrén till Finlands nationalopera

Finlands nationalopera och -balett (finska: Suomen kansallisooppera ja -baletti) vid Tölöviken i Helsingfors är Finlands ledande operahus. 
På Finlands nationalopera sätts upp förutom operor också balettföreställningar och anordnas konserter. Det finns utställningsutrymmen i foajén. Varje år strävar operan att uruppföra minst en finländsk opera. Nationaloperan har en orkester med omkring 112 musiker och en kör med omkring 50 medlemmar. Baletten cirka 90 dansare.  

## Historik
Ursprungligen hade utländska operasällskap och amatörer turnerat i Finland. Den första operan som visades i Finland var antagligen Barberaren i Sevilla, år 1849. Regelbundna operaföreställningar inleddes i Finland år 1873, när Finska teaterns sångavdelning grundades under namnet 
Suomalainen Ooppera (Finska operan). Finska operan i sin första form fungerade till år 1879, då finansiella problem tvingade den att upphöra. 
Regelbunden operaverksamhet i Finland återupptogs 1910, då Inhemska operan grundades. Namnet byttes åter igen till Finska operan 1914 och Finlands nationalopera 1956. Det nuvarande operahuset vid Tölöviken blev klart 1993. Byggnaden har ritats av arkitektbyrån Hyvämäki-Karhunen-Parkkinen. Den har en stor scen med plats för 1350 åskådare och en mindre scen med 300-500 platser. Innan den nya byggnaden färdigställdes, arbetade operan i ett gammalt teaterhus vid Bulevarden, där Alexandersteatern finns i dag.

## Nationalbaletten
Finlands Nationalbalett har sina rötter i den dansensemble som på initiativ av musikern Edward Fazer grundades 1921 vid dåvarande Finska operan. Dess förste balettmästare, som fick bygga upp verksamheten från grunden, var George Gé. Efterhand engagerades flera dansare från Ryssland. Man dansade inledningsvis Svansjön 1922, följd av ytterligare några ryska klassiker. 1931 presenterade man den första finska helaftonsbaletten, Gés Den blå pärlan, med musik av Erkki Melartin. 1930-talets ekonomiska depression drabbade operan hårt, och Gé med flera lämnade baletten, vilken dock överlevde krig och kriser. 1956 omvandlades baletten till nuvarande Finlands Nationalbalett, med George Gé som förste balettchef, fram till sin död 1962. Det väckte internationell uppmärksamhet, då han under kalla kriget arrangerade ett balettfestspel med dansare från både Sovjetunionen och USA i samverkan.
Nationalbaletten har under åren gjort ett stort antal internationella turnéer och gästspel runt om i Europa, Nord- och Sydamerika, Ryssland och Kina med flera länder. Man har också samarbetat internationellt; Birgit Cullberg och Cullbergbaletten var av betydelse för den modernare dansformens utveckling från 1970—1980-talen och publikintresset för baletten har vuxit alltmer med åren. Några av ensemblens betydelsefulla originalbaletter är Saga (1931), Scaramouche (1935), En försvunnens dagbok (1975), Sju bröder (1980) och Vargbruden (1981). Nuvarande balettchef är svenska Madeleine Onne, som ersatte dansken Kenneth Greve som avskedades i juli 2018.

## Ekonomi
Cirka 80 procent av Nationaloperans utgifter betalas av allmänna skattemedel. Operan har också företagssponsorer.  Huvudstadsregionens kommuner är stora finansiärer och har fyra platser i operans styrelse.